# シャンハイ (競走馬)
シャンハイ (Shanghai) とは、アメリカ合衆国で生産され、フランスで調教されたサラブレッドの競走馬、種牡馬である。

## 経歴
1989年にアメリカで生まれ、フランスに輸入されて競走馬となった。兄弟にヘクタープロテクターやボスラシャムがいる。
1991年5月のエヴリ競馬場で行われた一般戦でデビューして2着に入り、次の競走となったダラット賞で初勝利を挙げた。1992年、準重賞を勝ってプール・デッセ・デ・プーランに出走、これに優勝した。ちなみに、前年の同競走は半兄のヘクタープロテクターも優勝しており、兄弟による連覇となった。
その後も重賞競走に出走を繰り返したが、プール・デッセ・デ・プーラン以降は勝利することができなかった。3歳末にはアメリカに遠征してハリウッドダービーに出走するも、パラダイスクリークの4着に敗れている。
4歳時には5戦するも勝つことはなく、6月のポルトマイヨー賞の3着を最後に引退、日本で種牡馬となった。
種牡馬としてはダート、とくに地方競馬で活躍する産駒を多く輩出し、年間100頭以上に種付けする人気種牡馬となったが、2002年の種付け時に心臓麻痺を発症して死亡した。

## 種牡馬成績

### おもな産駒
- 1996年産
  - オリオンザサンクス（ジャパンダートダービー）
- 2001年産
  - トップオブワールド（ユニコーンステークス）
  - エスワンスペクター（エーデルワイス賞）

### 母の父としての代表産駒
- 2009年産
  - ハナズゴール（チューリップ賞、京都牝馬ステークス、オールエイジドステークス）
- 2011年産
  - シゲルカガ（北海道スプリントカップ）

## 血統表
| シャンハイの血統（ミスタープロスペクター系 / Never Bend 4x3=18.75%、Nasrullah 5x5x4=12.50%） | シャンハイの血統（ミスタープロスペクター系 / Never Bend 4x3=18.75%、Nasrullah 5x5x4=12.50%） | シャンハイの血統（ミスタープロスペクター系 / Never Bend 4x3=18.75%、Nasrullah 5x5x4=12.50%） | （血統表の出典）          | （血統表の出典） |
| 父 Procida 1981                                                                              | 父の父Mr. Prospector 1970                                                                    | Raise a Native                                                                               | Native Dancer             | Native Dancer    |
| 父 Procida 1981                                                                              | 父の父Mr. Prospector 1970                                                                    | Raise a Native                                                                               | Raise You                 |                  |
| 父 Procida 1981                                                                              | 父の父Mr. Prospector 1970                                                                    | Gold Digger                                                                                  | Nashua                    | Nashua           |
| 父 Procida 1981                                                                              | 父の父Mr. Prospector 1970                                                                    | Gold Digger                                                                                  | Sequence                  |                  |
| 父 Procida 1981                                                                              | 父の母With Distinction 1973                                                                  | Distinctive                                                                                  | Never Bend                | Never Bend       |
| 父 Procida 1981                                                                              | 父の母With Distinction 1973                                                                  | Distinctive                                                                                  | Precious Lady             |                  |
| 父 Procida 1981                                                                              | 父の母With Distinction 1973                                                                  | Carrie's Rough                                                                               | Rough'n Tumble            | Rough'n Tumble   |
| 父 Procida 1981                                                                              | 父の母With Distinction 1973                                                                  | Carrie's Rough                                                                               | Carrie Louise             |                  |
| 母 Korveya 1982                                                                              | 母の父Riverman 1969                                                                          | Never Bend                                                                                   | Nasrullah                 | Nasrullah        |
| 母 Korveya 1982                                                                              | 母の父Riverman 1969                                                                          | Never Bend                                                                                   | Lalun                     |                  |
| 母 Korveya 1982                                                                              | 母の父Riverman 1969                                                                          | River Lady                                                                                   | Prince John               | Prince John      |
| 母 Korveya 1982                                                                              | 母の父Riverman 1969                                                                          | River Lady                                                                                   | Nile Lily                 |                  |
| 母 Korveya 1982                                                                              | 母の母Konafa 1973                                                                            | Damascus                                                                                     | Sword Dancer              | Sword Dancer     |
| 母 Korveya 1982                                                                              | 母の母Konafa 1973                                                                            | Damascus                                                                                     | Kerala                    |                  |
| 母 Korveya 1982                                                                              | 母の母Konafa 1973                                                                            | Royal Statute                                                                                | Northern Dancer           | Northern Dancer  |
| 母 Korveya 1982                                                                              | 母の母Konafa 1973                                                                            | Royal Statute                                                                                | Queen's Statute F-No.22-b |                  |